# Willie Williams (Leichtathlet)
Willie James Williams I (* 12. September 1931; † 27. Februar 2019) war ein US-amerikanischer Leichtathlet, der in den frühen 1950er Jahren über 100 Meter erfolgreich war.
Sein Ruhm beruht darauf, dass er am 3. August 1956 den zwanzig Jahre alten Weltrekord von Jesse Owens (10,2 s) auf 10,1 Sekunden verbesserte, und zwar an dem Ort, an dem Owens seinerzeit seine vier Goldmedaillen gewonnen hatte: in Berlin. Der neue Weltrekord wurde jedoch noch im selben Jahr von zwei weiteren Läufern – Ira Murchison und Leamon King – eingestellt.
Ein Jahr vorher (1955) hatte Willie Williams bei den Pan American Games in Mexiko-Stadt in 10,4 Sekunden die Bronzemedaille hinter Rod Richard (10,3 s) und dem Trinidader Mike Agostini (10,4 s) über 100 Meter sowie die Goldmedaille mit der 4-mal-100-Meter-Staffel gewonnen.
Darüber hinaus gewann er zwei NCAA-Meisterschaften über 100 Yards: 1953 (9,7 s) und 1954 (9,5 s). Bei den AAU-Meisterschaften platzierte er sich 1954 als Zweiter (9,58 s) und 1963 als Vierter (9,3 s).